# Sœurs Véronique de la Sainte Face
Les sœurs Véronique de la Sainte Face (en latin : Sororum Veronicarum a Sacro Vultu) sont une congrégation religieuse féminine enseignante et hospitalière de droit pontifical.

## Historique
La congrégation est fondée en 1934 à Reggio de Calabre par Gaétan Catanoso (1879 - 1963). Le fondateur confie la formation des premières candidates aux visitandines de la ville, le prêtre doit d'abord faire face à de nombreuses difficultés en raison du refus de Mgr Lanza (it) de reconnaître l'institut et ses tentatives de le fusionner avec d'autres congrégations.
L'institut est érigée canoniquement le 25 mars 1958 par Mgr Ferro. La congrégation est approuvée par le Saint-Siège le 8 décembre 1980 et ses constitutions le 25 décembre 1981.

## Activités et diffusion
Le sœurs se consacrent aux jardins d'enfants, aux orphelins et aux malades, elles prient contre les blasphèmes et la profanation du dimanche en esprit de réparation.
La maison généralice est à Reggio de Calabre.
En 2014, la congrégation comptait 89 sœurs dans quatorze maisons. 